# Michael J. Sullivan (Schriftsteller)

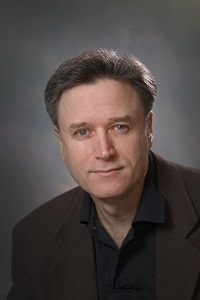
Michael J. Sullivan

Michael J. Sullivan (* 1961 in Detroit) ist ein US-amerikanischer Fantasy- und Science-Fiction-Autor.

## Leben
Sullivan schreibt nach eigenen Angaben seit 1979 Fantasyromane. Bekannt wurde er allerdings erst durch seine Serie The Riyria Revelations, die er nach zahlreichen Ablehnungen im Jahr 2008 im Selbstverlag herausgab. In der Folge wurden seine Romane auch von Großverlagen publiziert und in zahlreiche Sprachen übersetzt.
Sein erster Science-Fiction-Roman Hollow World (deutsch als Zeitfuge) erschien 2014.

## Romane

### Riyria (engl. The Riyria Revelations)
- 1 The Crown Conspiracy, Aspirations Media 2008, ISBN 978-0-9800034-3-7
  - Der Thron von Melengar, Klett-Cotta 2014, Übersetzerin Cornelia Holfelder-von der Tann, ISBN 978-3-608-96012-9
- 2 Avempartha, Ridan Publishing 2009, ISBN 978-0-9796211-1-6
  - Der Turm von Avempartha, Klett-Cotta 2014, Übersetzer Wolfram Ströle, ISBN 978-3-8445-1519-0
- 3 Nyphron Rising, Ridan Publishing 2009, ISBN 978-0-9796211-4-7
  - Der Aufstieg Nyphrons, Klett-Cotta 2015, Übersetzer Wolfram Ströle, ISBN 978-3-608-96014-3
- 4 The Emerald Storm, Ridan Publishing 2010, ISBN 978-0-9825145-3-5
  - An Bord der Smaragdsturm, Klett-Cotta 2015, Übersetzer Wolfram Ströle, ISBN 978-3-608-96015-0
- 5 Wintertide, Ridan Publishing 2010, ISBN 978-0-9825145-8-0
  - Das Fest von Aquesta, Klett-Cotta 2016, Übersetzer Wolfram Ströle, ISBN 978-3-608-96016-7
- 6 Percepliquis , Ridan Publishing 2012, ISBN 978-1-937475-01-7
  - Die verborgene Stadt Percepliquis, Klett-Cotta 2016, Übersetzer Wolfram Ströle, ISBN 978-3-608-96017-4

### Die Riyria-Chroniken (engl. The Riyria Chronicles)
Die Vorgeschichte zu Riyria.
- 1 The Crown Tower, Orbit (US) 2013, ISBN 978-0-316-24371-1
  - Im Schatten des Kronturms, Klett-Cotta 2020, Übersetzer Wolfram Ströle, ISBN 978-3-608-98569-6
- 2 The Rose and the Thorn, Orbit (US) 2013, ISBN 978-0-316-24372-8
  - Das Geheimnis der Dornigen Rose, Klett-Cotta 2021, Übersetzt von Wolfram Ströle, ISBN 978-3-608-98214-5
- 3 The Death of Dulgath, Riyria Enterprises 2015, ISBN 978-1-943363-00-1
  - Der Anschlag auf Dulgath, Klett-Cotta 2021, Übersetzt von Wolfram Ströle, ISBN 978-3-608-98215-2
- 4 The Disappearance of Winter's Daughter, Riyria Enterprises 2018, ISBN 978-1-943363-15-5
  - Das Verschwinden der Wintertochter, Klett-Cotta 2022, Übersetzt von Wolfram Ströle, ISBN 978-3-608-98216-9

### The First Empire (engl. The Legends of the First Empire)
Das legendäre First Empire – eine Vorgeschichte tausende Jahre vor Riyria und den Riyria-Chroniken.
- 1 Age of Myth, Del Rey 2016, ISBN 978-1-101-96533-7
  - Rebellion, Knaur 2017, Übersetzer Marcel Aubron-Bülles, ISBN 978-3-426-52033-8
- 2 Age of Swords, Del Rey 2017, ISBN 978-1-101-96536-8
  - Zeitenfeuer, Knaur 2017, Übersetzer Marcel Aubron-Bülles, ISBN 978-3-426-52034-5
- 3 Age of War, Del Rey 2018, ISBN 978-1-101-96539-9
  - Göttertod , Knaur 2019, Übersetzer Marcel Aubron-Bülles, ISBN 978-3-426-52035-2
- 4 Age of Legend, Riyria Enterprises 2019, ISBN 978-1-944145-29-3
  - Heldenblut, Knaur 2020, Übersetzerin Carina Schnell, ISBN 978-3-426-52036-9
- 5 Age of Death, Riyria Enterprises 2020, ISBN 978-1-943363-21-6
  - Drachenwinter, Knaur 2021, Übersetzerin Carina Schnell, ISBN 978-3-426-52037-6
- 6 Age of Empyre, Riyria Enterprises 2020, ISBN 978-1-943363-22-3

### The Rise and The Fall
- 1 Nolyn, Riyria Enterprises 2021, ISBN 978-1-944145-64-4

### Weitere Romane
- Hollow World, Ridan Publishing 2013, ISBN 978-1-937475-90-1
  - Zeitfuge, Heyne 2015, Übersetzer Oliver Plaschka, ISBN 978-3-453-31678-2
- Zeitflug  (Zeitreise 0.5), Rubikon Audioverlag 2016, Erzähler Mark Bremer (nur als Hörbuch erschienen)